# Арсаев, Аюп Усманович
Аюп Усманович Арсаев (род. 25 сентября 1983, Назрань, Чечено-Ингушская АССР) — российский боксёр-профессионал ингушского происхождения, выступавший в полулёгкой (Featherweight) весовой категории. Чемпион России в полулёгком весе. Обладатель титула WBC Baltic в полулёгком весе. Чемпион мира по кикбоксингу WAKO в весе до 51 кг. Мастер спорта России международного класса.
Наилучшая позиция в мировом рейтинге: 83-й.
Подопечный заслуженного тренера России Марка Мельцера.

## Результаты боёв
В таблице перечислены результаты всех поединков боксёров.
В каждой строке указан результат поединка. Дополнительно номер поединка обозначен цветом, который обозначает итог поединка. Расшифровка обозначений и цветов представлена в нижеследующей таблице.
| Пример | Расшифровка                     |
| ------ | ------------------------------- |
|        | Победа                          |
|        | Ничья                           |
|        | Поражение                       |
|        | Планируемый поединок            |
|        | Поединок признан несостоявшимся |
| КО     | Нокаут                          |
| ТКО    | Технический нокаут              |
| PTS    | Решение судей (по очкам)        |
| UD     | Единогласное решение судей      |
| MD     | Решение большинства судей       |
| SD     | Раздельное решение судей        |
| RTD    | Отказ от продолжения боя        |
| DQ     | Дисквалификация                 |
| NC     | Поединок признан несостоявшимся |

| Бой | Дата             | Соперник                    | Место боя                                     | Раундов | Результат | Тип  | Дополнительно                                                                                 |
| --- | ---------------- | --------------------------- | --------------------------------------------- | ------- | --------- | ---- | --------------------------------------------------------------------------------------------- |
| 13  | 8 сентября 2012  | Хаважи Хацыгов (9-0)        | Москва, Россия                                | 10      | Победа    | RTD4 | Бой за титул WBC Baltic в полулёгком весе (2-я защита Арсаева).                               |
| 12  | 29 июля 2011     | Фарход Орипов (10-6-1)      | Дворец спорта, Назрань, Россия                | 10      | Победа    | UD   | Бой за титул WBC Baltic в полулёгком весе (1-я защита Арсаева). Счёт: 100-90, 100-90, 100-90. |
| 11  | 25 сентября 2010 | Зохид Худайбердиев (16-0)   | Ледовый дворец, Мурманск, Россия              | 10      | Победа    | TKO6 |                                                                                               |
| 10  | 27 марта 2010    | Джасур Алимджанов (5-1)     | Крылья Советов, Москва, Россия                | 8       | Победa    | TKO1 |                                                                                               |
| 9   | 3 октября 2009   | Георгий Кевлишвили (11-0)   | УСЗК РГУФК, Москва, Россия                    | 10      | Победа    | KO1  | Бой за вакантный титул WBC Baltic в полулёгком весе, турнир памяти Эдуарда Липинского.        |
| 8   | 6 марта 2009     | Шавкат Мадаминов (9-1)      | Дворец спорта «50 лет Победы», Якутск, Россия | 10      | Победа    | UD   | Бой за титул чемпиона России в полулёгком весе. Счёт: 98-92, 100-90, 100-90.                  |
| 7   | 15 декабря 2007  | Юн Сатун (0-4)              | Дворец спорта «Рубин», Пенза, Россия          | 12      | Победа    | KO2  | Бой за временный титул WBC Asian Boxing Council в полулёгком весе (1-я защита Арсаева).       |
| 6   | 1 июня 2007      | Педерито Лауренте (18-11-1) | Крылья Советов, Москва, Россия                | 12      | Победа    | TKO4 | Бой за временный титул WBC Asian Boxing Council в полулёгком весе.                            |
| 5   | 13 апреля 2007   | Мамед Ядгаров (2-2)         | Крылья Советов, Москва, Россия                | 8       | Победа    | TKO5 |                                                                                               |
| 4   | 7 декабря 2006   | Сергей Тушнолобов (2-6)     | Китек, Москва, Россия                         | 6       | Победа    | TKO1 |                                                                                               |
| 3   | 29 сентября 2006 | Игорь Бондарев (0-1)        | Китек, Москва, Россия                         | 4       | Победа    | UD4  |                                                                                               |
| 2   | 26 апреля 2006   | Сергей Юровских (4-3)       | Форум-Холл, Москва, Россия                    | 6       | Победа    | UD6  |                                                                                               |
| 1   | 25 марта 2006    | Павел Кубасов (3-27)        | Москва, Россия                                | 4       | Победа    | UD4  |                                                                                               |
| Бой | Дата             | Соперник                    | Место боя                                     | Раундов | Результат |      | Дополнительно                                                                                 |